# Latinovac
Latinovac is een plaats in de gemeente Čaglin in de Kroatische provincie Požega-Slavonië. De plaats telt 84 inwoners (2001).